# Gammiella panchienii
Gammiella panchienii är en bladmossart som beskrevs av Benito C. Tan och Jia Yu 2000. Gammiella panchienii ingår i släktet Gammiella och familjen Sematophyllaceae. Inga underarter finns listade i Catalogue of Life.